# Bujáki Hényeli-erdő és Alsó-rét
Bujáki Hényeli-erdő és Alsó-rét este o arie protejată (arie specială de conservare — SAC, sit de importanță comunitară — SCI) din Ungaria întinsă pe o suprafață de 50,21 ha, integral pe uscat.

## Localizare
Centrul sitului Bujáki Hényeli-erdő és Alsó-rét este situat la coordonatele 47°50′43″N 19°34′48″E / 47.845278°N 19.58°E.

## Înființare
Situl Bujáki Hényeli-erdő és Alsó-rét a fost declarat sit de importanță comunitară în august 2010 pentru a proteja 1 specie de plante și 10 specii de animale. Situl a fost protejat și ca arie specială de conservare în octombrie 2012.

## Biodiversitate
Situată în ecoregiunea panonică, aria protejată conține 5 habitate naturale: Păduri stepice euro-siberiene cu Quercus spp., Pajiști stepice subpanonice, Păduri panonice-balcanice de stejar turcesc - stejar sesil, Pajiști stepice panonice pe loess, Fânețe de joasă altitudine (Alopecurus pratensis, Sanguisorba officinalis).
La baza desemnării sitului se află mai multe specii protejate:
- plante (1): Thlaspi jankae
- amfibieni (1): triton cu creastă dobrogean (Triturus dobrogicus)
- mamifere (1): vidră de râu (Lutra lutra)
- nevertebrate (7): croitorul mare al stejarului (Cerambyx cerdo), Cucujus cinnaberinus, orthosia schmidtii (Dioszeghyana schmidtii), fluturele de noapte (Eriogaster catax), Isophya costata, rădașcă (Lucanus cervus), fluturele purpuriu (Lycaena dispar)
- pești (1): zvârluga (Cobitis taenia)

Pe lângă speciile protejate, pe teritoriul sitului au mai fost identificate 4 specii de plante, 1 specie de păsări, 3 specii de amfibieni, 1 specie de mamifere, 3 specii de nevertebrate, 2 specii de reptile.